# Jason Thompson
Jason Carlton Thompson (Mount Laurel, Nueva Jersey, 21 de julio de 1986) es un exjugador de baloncesto estadounidense que jugó como profesional durante trece temporadas. Mide 2,11 metros de altura, y juega en la posición de Ala-Pívot.

## Trayectoria deportiva

### Universidad
Jugó durante 4 temporadas con los Broncs de la Universidad Rider, y ya en su primer año lideró a su equipo en rebotes (7,4 por partido) y tapones (1,0). En su segunda temporada también destacó en labores ofensivas, promediando 16,6 puntos por partido, jugando su mejor partido ante Saint Peter's College, donde consiguió 28 puntos y 11 rebotes. Fue incluido en el segundo mejor quinteto de la Metro Atlantic Athletic Conference.
En su temporada junior se mostró como uno de los mejores jugadores de la liga, liderando su conferencia en puntos (20,1 por partido) y rebotes (10,1), siendo uno de los únicos tres universitarios del país en promediar más de 20 puntos y 10 rebotes esa temporada, junto con Kevin Durant de la Universidad de Texas y Nick Fazekas de la de Nevada. Consiguió 17 dobles-dobles a lo largo del año Sus mejores partidos los jugó ante Siena College, donde consiguió 31 puntos, 16 rebotes y 7 tapones, y ante Manhattan, donde logró 23 puntos y 20 rebotes.
En su última temporada como universitario volvió a promediar dobles dígitos en puntos y rebotes (20,4 y 12,1, respectivamente), además de liderar la conferencia en tapones, colocando 2,4 por noche. En 21 de los 34 partidos que disputó anotó más de 20 puntos, acabando segundo de todo el país en rebotes, y siendo elegido como mejor jugador de la Metro Atlantic Athletic Conference. En el total de su trayectoria universitaria promedió 16,7 puntos y 9,6 rebotes por partido.

### Profesional
Fue elegido en a duodécima posición del Draft de la NBA de 2008 por Sacramento Kings, equipo con el que firmó contrato el 8 de julio de ese mismo año. Disputó la tradicional Summer League, la liga de verano en la que se dan cita los novatos y los posibles candidatos a jugar en la NBA, en la que jugó 5 partidos, promediando 16,2 puntos y 8,6 rebotes por partido, en 29,4 minutos de juego.
Al comienzo de la temporada 2019-20, juega en las filas del Beijing Royal Fighters chino en el que promedia 13.2 puntos y 10.9 rebotes por partido.
El 21 de febrero de 2020, firma con Casademont Zaragoza de la Liga ACB. Thompson llegó a mitad de temporada y en los 2 partidos que pudo disputar antes de la pandemia promedió 7,5 puntos y 7,5 rebotes para 11 de valoración.
El 9 de febrero de 2021 se desvincula de Casademont Zaragoza por motivos personales, firmando ese mismo día con los Shanghai Sharks de la CBA.
El 4 de abril de 2021, firma por el Guangdong Southern Tigers de la CBA china.

## Estadísticas de su carrera en la NBA

### Temporada regular
| Año     | Equipo       | PJ  | PT  | MPP  | %TC  | %3P  | %TL  | RPP | APP | ROB | TPP | PPP  |
| ------- | ------------ | --- | --- | ---- | ---- | ---- | ---- | --- | --- | --- | --- | ---- |
| 2008-09 | Sacramento   | 82  | 56  | 28.1 | .497 | .000 | .692 | 7.4 | 1.1 | .6  | .7  | 11.1 |
| 2009-10 | Sacramento   | 75  | 58  | 31.4 | .472 | .100 | .715 | 8.5 | 1.7 | .6  | 1.0 | 12.5 |
| 2010-11 | Sacramento   | 75  | 39  | 23.3 | .507 | .000 | .605 | 6.1 | 1.2 | .4  | .6  | 8.8  |
| 2011-12 | Sacramento   | 64  | 47  | 25.9 | .535 | .000 | .602 | 6.9 | 1.2 | .7  | .7  | 9.1  |
| 2012-13 | Sacramento   | 82  | 81  | 27.9 | .502 | .000 | .694 | 6.7 | 1.0 | .6  | .7  | 10.9 |
| 2013-14 | Sacramento   | 82  | 61  | 24.5 | .506 | .000 | .579 | 6.4 | .6  | .4  | .7  | 7.1  |
| 2014-15 | Sacramento   | 81  | 63  | 24.6 | .470 | .000 | .622 | 6.5 | 1.0 | .4  | .7  | 6.1  |
| 2015-16 | Golden State | 28  | 1   | 6.4  | .476 | .000 | .625 | 1.9 | .7  | .1  | .3  | 2.1  |
| 2015-16 | Toronto      | 19  | 6   | 15.4 | .485 | .333 | .818 | 4.2 | .5  | .4  | .6  | 4.6  |
| Total   | Total        | 588 | 412 | 25.2 | .496 | .143 | .657 | 6.6 | 1.1 | .5  | .7  | 8.9  |

### Playoffs
| Año   | Equipo  | PJ | PT | MPP | %TC  | %3P  | %TL  | RPP | APP | ROB | TPP | PPP |
| ----- | ------- | -- | -- | --- | ---- | ---- | ---- | --- | --- | --- | --- | --- |
| 2016  | Toronto | 10 | 0  | 5.5 | .444 | .000 | .000 | 1.1 | .1  | .0  | .1  | .8  |
| Total | Total   | 10 | 0  | 5.5 | .444 | .000 | .000 | 1.1 | .1  | .0  | .1  | .8  |